# Ghiacciaio Ludeman
Il ghiacciaio Ludeman è un ghiacciaio vallivo lungo circa 24 km, che fluisce in direzione nord attraverso il Commonwealth Range. Va a confluire nel fianco orientale del Ghiacciaio Beardmore in punto situato a circa 12 miglia nautiche (22 km) a nord del Monte Donaldson. Il Commonwealth Range è una catena montuosa che fa parte dei Monti della Regina Maud, in Antartide.
La denominazione del ghiacciaio fu assegnata dall'Advisory Committee on Antarctic Names (US-ACAN) in onore del luogotenente comandante Emmert E. Ludeman (1922–2001), della U.S. Navy, ufficiale al comando della Naval Air Facility, McMurdo Sound, nel 1958.